# Antonio Carmine Caracciolo, IV principe di Torella
Antonio Carmine Caracciolo, IV principe di Torella (Barile, 5 luglio 1692 – Madrid, 8 gennaio 1740), è stato un principe e diplomatico italiano.

## Biografia
Antonio Carmine era figlio di Giuseppe, III principe di Torella, e di sua moglie Francesca Caracciolo e nacque a Barile, feudo di suo padre, il 5 luglio 1692.
Alla morte del padre il 12 maggio 1712 e nel pieno della dominazione austriaca di Napoli, Antonio Carmine venne chiamato a succedere al genitore nel possesso dei beni e dei titoli della sua casata. Pur essendo di famiglia tradizionalmente legata agli spagnoli (i suoi zii paterni erano emigrati in Spagna), rimase formalmente sottomesso agli Asburgo pur continuando segretamente a sostenere la causa dei Borboni.
Allo scoppio della guerra di successione polacca, quando Carlo di Borbone iniziò a dirigersi verso il regno di Napoli, il Caracciolo, raccolse mille fanti col sostegno di Michele Imperiali, principe di Francavilla, e si portò a Montecassino per accogliere Carlo di Borbone al suo ingresso in città. Quando l'esercito spagnolo si radunò alle porte del napoletano per dividersi in tre gruppi per accerchiare e battere gli austriaci, Antonio Carmine riuscì a convincere la città di Bitonto a sollevarsi contro gli austriaci il 23 aprile di quello stesso anno, ma l'azione si dimostrò prematura e gli austriaci furono in grado di mantenere la città ancora per un mese prima dell'arrivo delle forze borboniche.

### L'attività diplomatica
Sotto il regno di Carlo III di Borbone, Antonio Carmine decise di dedicarsi all'attività diplomatica e venne di fatti inviato dal nuovo sovrano a Venezia come ambasciatore dal 1735, nel tentativo di raccogliere consensi alla sua incoronazione. Qui ebbe modo di incontrarsi con lo storico e giurista Pietro Giannone, proveniente da Vienna e desideroso di tornare in patria al seguito del Caracciolo, ma queste sue aspettative vennero disattese in quanto il governo borbonico gli era inviso e Antonio Carmine si attenne alle direttive ricevute.
Nel 1735, il Caracciolo venne inviato in Francia come ambasciatore, sostituendo il conte di Sanseverino. Giunto a Versailles, tenne quale proprio segretario il celebre Matteo Egizio, già suo precettore, ma si mantenne un passo dietro l'ambasciatore spagnolo da cui il regno di Napoli ancora in tutto dipendeva. Sin dal suo sbarco a Marsiglia, infatti, il Caracciolo aveva avuto modo di notare come la situazione diplomatica tra Spagna e Francia appariva molto tesa dal momento che quest'ultima aveva firmato una pace separata con gli Asburgo. Pur conscio di questa situazione, il principe di Torella si portò comunque alla corte di Francia ove ebbe il compito primario di ringraziare Luigi XV per l'apporto prestato a Carlo III per la conquista del regno di Napoli.
Il 3 settembre 1737, il Caracciolo venne nominato ministro plenipotenziario da Carlo di Borbone per discutere a Parigi di alcuni punti della diplomazia napoletana, pur dovendo attenersi ancora una volta puntualmente alle direttive ricevute dall'ambasciatore spagnolo. Tra le questioni poste in esame vi fu certamente la liquidazione dovuta a Carlo di Borbone per la cessione del ducato di Parma e Piacenza e la protesta dal momento che l'imperatore si fregiava ancora dei titoli di "re di Napoli e di Sicilia, duca di Calabria". Non mancò inoltre di far presente come il regno di Napoli preferisse l'uso della lingua spagnola al francese nella redazione dei trattati.
Il Caracciolo nel contempo si lamentò con la corte spagnola di non poter sostenere economicamente la sua permanenza alla corte francese e pregò quindi di essere sostituito. Per ordine della corte spagnola, ad ogni modo, Antonio Carmine rimase al suo posto ed il 21 aprile 1739 venne chiamato a firmare il trattato di pace concluso il 21 aprile 1739, ripartendo alla volta di Napoli il 12 luglio successivo.
Come ricompensa per il servizio svolto, al suo ritorno a Napoli il principe di Torella venne nominato Grande di Spagna di prima classe nell'ottobre 1739, nonché uno dei primi cavalieri dell'Ordine di San Gennaro istituito proprio da Carlo III di Borbone, il quale lo destinò quindi come suo ambasciatore in Spagna. Non ebbe ad ogni modo l'occasione di avere una qualche rilevanza in questo nuovo incarico in quanto, giunto a Madrid, vi morì l'8 gennaio 1740.

## Ascendenza
|                                                      |                                                |                                                                      | Genitori                                                                |  |  | Nonni |  |  | Bisnonni                                   |  |  | Trisnonni                                   |  |
|                                                      |                                                |                                                                      |                                                                         |  |  |       |  |  | Giuseppe Caracciolo, I principe di Torella |  |  | Camillo Caracciolo, II principe di Avellino |  |
|                                                      |                                                |                                                                      |                                                                         |  |  |       |  |  | Giuseppe Caracciolo, I principe di Torella |  |  | Camillo Caracciolo, II principe di Avellino |  |
|                                                      |                                                | Dorotea Acquaviva d'Aragona                                          |                                                                         |  |  |       |  |  | Giuseppe Caracciolo, I principe di Torella |  |  |                                             |  |
| Marino Caracciolo, II principe di Torella            |                                                |                                                                      |                                                                         |  |  |       |  |  | Giuseppe Caracciolo, I principe di Torella |  |  |                                             |  |
|                                                      |                                                | Costanza di Capua                                                    | Giovanni Tommaso di Capua, I principe di Roccaromana                    |  |  |       |  |  |                                            |  |  |                                             |  |
|                                                      |                                                | Costanza di Capua                                                    | Giovanni Tommaso di Capua, I principe di Roccaromana                    |  |  |       |  |  |                                            |  |  |                                             |  |
|                                                      |                                                | Costanza di Capua                                                    | Virginia Belprato, contessa d'Anversa                                   |  |  |       |  |  |                                            |  |  |                                             |  |
| Giuseppe Caracciolo, III principe di Torella         |                                                | Costanza di Capua                                                    |                                                                         |  |  |       |  |  |                                            |  |  |                                             |  |
|                                                      |                                                | Francesco Caracciolo, IV duca di Airola                              | Ferrante Caracciolo, III duca di Airola                                 |  |  |       |  |  |                                            |  |  |                                             |  |
|                                                      |                                                | Francesco Caracciolo, IV duca di Airola                              | Ferrante Caracciolo, III duca di Airola                                 |  |  |       |  |  |                                            |  |  |                                             |  |
|                                                      |                                                | Francesco Caracciolo, IV duca di Airola                              | Ippolita Carafa di Andria                                               |  |  |       |  |  |                                            |  |  |                                             |  |
| Isabella Caracciolo di Airola                        |                                                | Francesco Caracciolo, IV duca di Airola                              |                                                                         |  |  |       |  |  |                                            |  |  |                                             |  |
|                                                      |                                                | Roberta Caracciolo di Avellino                                       | Marino II Caracciolo, III principe di Avellino                          |  |  |       |  |  |                                            |  |  |                                             |  |
|                                                      |                                                | Roberta Caracciolo di Avellino                                       | Marino II Caracciolo, III principe di Avellino                          |  |  |       |  |  |                                            |  |  |                                             |  |
|                                                      |                                                | Roberta Caracciolo di Avellino                                       | Francesca d'Avalos d'Aquino d'Aragona                                   |  |  |       |  |  |                                            |  |  |                                             |  |
| Antonio Carmine Caracciolo, IV principe di Torella   |                                                | Roberta Caracciolo di Avellino                                       |                                                                         |  |  |       |  |  |                                            |  |  |                                             |  |
|                                                      | Marino II Caracciolo, III principe di Avellino | Camillo Caracciolo, II principe di Avellino                          |                                                                         |  |  |       |  |  |                                            |  |  |                                             |  |
|                                                      | Marino II Caracciolo, III principe di Avellino | Camillo Caracciolo, II principe di Avellino                          |                                                                         |  |  |       |  |  |                                            |  |  |                                             |  |
|                                                      | Marino II Caracciolo, III principe di Avellino | Roberta Carafa di Maddaloni                                          |                                                                         |  |  |       |  |  |                                            |  |  |                                             |  |
| Francesco Marino Caracciolo, IV principe di Avellino | Marino II Caracciolo, III principe di Avellino |                                                                      |                                                                         |  |  |       |  |  |                                            |  |  |                                             |  |
|                                                      |                                                | Francesca d'Avalos d'Aquino d'Aragona                                | Inigo d'Avalos d'Aquino d'Aragona, IV principe di Francavilla           |  |  |       |  |  |                                            |  |  |                                             |  |
|                                                      |                                                | Francesca d'Avalos d'Aquino d'Aragona                                | Inigo d'Avalos d'Aquino d'Aragona, IV principe di Francavilla           |  |  |       |  |  |                                            |  |  |                                             |  |
|                                                      |                                                | Francesca d'Avalos d'Aquino d'Aragona                                | Isabella d'Avalos d'Aquino d'Aragona                                    |  |  |       |  |  |                                            |  |  |                                             |  |
| Francesca Caracciolo di Avellino                     |                                                | Francesca d'Avalos d'Aquino d'Aragona                                |                                                                         |  |  |       |  |  |                                            |  |  |                                             |  |
|                                                      |                                                | Ettore IV Pignatelli Tagliavia d'Aragona Cortés, IV principe di Noia | Fabrizio II Pignatelli Tagliavia d'Aragona Cortés, III principe di Noia |  |  |       |  |  |                                            |  |  |                                             |  |
|                                                      |                                                | Ettore IV Pignatelli Tagliavia d'Aragona Cortés, IV principe di Noia | Fabrizio II Pignatelli Tagliavia d'Aragona Cortés, III principe di Noia |  |  |       |  |  |                                            |  |  |                                             |  |
|                                                      |                                                | Ettore IV Pignatelli Tagliavia d'Aragona Cortés, IV principe di Noia | Geromina Pignatelli di Monteleone                                       |  |  |       |  |  |                                            |  |  |                                             |  |
| Geromina Pignatelli Tagliavia d'Aragona Cortés       |                                                | Ettore IV Pignatelli Tagliavia d'Aragona Cortés, IV principe di Noia |                                                                         |  |  |       |  |  |                                            |  |  |                                             |  |
|                                                      |                                                | Giovanna Tagliavia d'Aragona Cortés                                  | Diego Tagliavia d'Aragona, IV duca di Terranova                         |  |  |       |  |  |                                            |  |  |                                             |  |
|                                                      |                                                | Giovanna Tagliavia d'Aragona Cortés                                  | Diego Tagliavia d'Aragona, IV duca di Terranova                         |  |  |       |  |  |                                            |  |  |                                             |  |
|                                                      |                                                | Giovanna Tagliavia d'Aragona Cortés                                  | Juana Estefania de Mendoza, V marchesa del Valle de Oaxaca              |  |  |       |  |  |                                            |  |  |                                             |  |
|                                                      |                                                | Giovanna Tagliavia d'Aragona Cortés                                  |                                                                         |  |  |       |  |  |                                            |  |  |                                             |  |